# Agnew (plaats)
Agnew is een spookdorp in de regio Goldfields-Esperance in West-Australië.

## Geschiedenis
Ten tijde van de Europese kolonisatie leefden de Koara Aborigines in de streek. Ze werden ook wel de 'Konindjara' genoemd. Dit betekende "arme man" in de taal van de Wadjari.
Paddy Lawlers ontdekte goud in de streek in 1894. 'East Murchison United' baatte van 1894 tot 1907 en van 1936 tot 1948 een goudmijn uit net buiten het dorp. Agnew werd in 1936 gesticht en vernoemd naar John A. Agnew van het mijnbedrijf 'Bewick, Moreing & Co'.
Op zijn hoogtepunt telde het dorpje een vijfhonderdtal inwoners. In 1945 werd er een hotel gebouwd. Er waren verscheidene goudmijnen actief rondom Agnew. Naargelang de omstandigheden (internationale goudprijs, technologie, accidenten) sloten, heropenden of gingen de mijnen in andere handen over.

## 21e eeuw
Het voormalige mijnwerkersdorpje Agnew maakt deel uit van het lokale bestuursgebied (LGA) Shire of Leonora. In 2018 brak het district het historische hotel af omdat het te duur was om het te renoveren. Het sinds 2013 gesloten hotel was volledig gevandaliseerd.
De 'Agnew Goldmine' was in 2020 nog steeds actief. De mijnwerkers werden middels FIFO-regelingen in en uit gevlogen.

## Toerisme
De Agnew Loop is een 300 kilometer lange toeristische autoroute. De route vertelt het verhaal van de strijd die de Europeanen voerden om in de barre omgeving te overleven, goud te delven of een pastorale industrie te ontwikkelen.

## Transport
Agnew ligt 982 kilometer ten noordoosten van de West-Australische hoofdstad Perth, 21 kilometer ten zuidwesten van het aan de Goldfields Highway gelegen Leinster en 157 kilometer ten noordwesten van Leonora, de hoofdplaats van het lokale bestuursgebied waarvan het deel uitmaakt.